# 伊勢八太站
伊勢八太站（日语：／ Ise-hata eki */?）是位於三重縣津市一志町小山，東海旅客鐵道（JR東海）的名松線車站。

## 歷史
- 1930年（昭和5年）3月30日 - 國鐵名松線權現前至井關之間開通，此站啟用[1]。當時為一般車站。
- 1963年（昭和38年）4月1日 - 終止貨物和行李起卸業務。
- 1987年（昭和62年）4月1日 - 伴隨國鐵分割民營化，車站由東海旅客鐵道（JR東海）營運[1]。

## 車站構造
車站是一座地面車站，設有1面1線的單式月台。月台位於路軌東北邊。
此站是由松阪站管理的無人車站。此站沒有候車室。

## 利用狀況
根據「三重縣統計書」，以下為1日平均乘車人次列表：
| 年度   | 1日平均 乘車人次 |
| ------ | ---------------- |
| 1998年 | 34               |
| 1999年 | 29               |
| 2000年 | 28               |
| 2001年 | 24               |
| 2002年 | 22               |
| 2003年 | 25               |
| 2004年 | 25               |
| 2005年 | 25               |
| 2006年 | 25               |
| 2007年 | 24               |
| 2008年 | 23               |
| 2009年 | 19               |
| 2010年 | 17               |
| 2011年 | 14               |
| 2012年 | 14               |
| 2013年 | 17               |
| 2014年 | 18               |
| 2015年 | 21               |
| 2016年 | 23               |
| 2017年 | 22               |
| 2018年 | 22               |
| 2019年 | 21               |

## 車站周邊
車站周邊正在發展成為津市的睡城。
- 一志嬉野交匯處（日语：一志嬉野インターチェンジ） - 伊勢自動車道

## 相鄰車站
東海旅客鐵道（JR東海）
名松線
權現前－伊勢八太－一志

## 注腳
1. 1 2 3  曾根悟（監修）. 朝日新聞出版分冊百科編集部（編集） , 编. . 週刊朝日百科. 25号 紀勢本線・参宮線・名松線. 朝日新聞出版. 2010-01-10: 26-27 （日语）.
2. ↑  三重県統計書 （页面存档备份，存于） - 三重県